# Cycle de Chalion
Le Cycle de Chalion (titre original : World of the Five Gods) est une série de livres de fantasy, écrits par la romancière Lois McMaster Bujold.
Les histoires sont distinctes, et si l'on peut retrouver quelques personnages du roman Le Fléau de Chalion dans le Paladin des âmes, qui se situe quelques années plus tard, le troisième tome La Chasse sacrée est si distinct qu'on est même bien en peine d'en situer précisément l'action.

## Cycle de Chalion
1. Le Fléau de Chalion, Bragelonne, 2003 ((en) The Curse of Chalion, 2001)
2. Paladin des âmes, Bragelonne, 2004 ((en) Paladin of Soul, 2003)Prix Hugo du meilleur roman 2004, prix Nebula du meilleur roman 2004 et prix Locus du meilleur roman de fantasy 2004
3. La Chasse sacrée, Bragelonne, 2006 ((en) The Hallowed Hunt, 2005)

### SériePenric et Desdemona
Cette série est composée de romans courts situés dans l'univers du cycle de Chalion.
1. Le Démon de Penric, 2016 ((en) Penric's Demon, 2015)Publié en français dans Chalion - L'Intégrale, recueil composé également des trois premiers romans du cycle et paru aux éditions Bragelonne en 2016
2. (en) Penric and the Shaman, 2016
3. (en) Penric's Fox, 2017
4. (en) Penric's Mission, 2016
5. (en) Mira's Last Dance, 2017
6. (en) The Prisoner of Limnos, 2017
7. (en) Penric’s Progress, 2020

## Le monde de Chalion

### Géographie
Chalion est un pays enclavé, bordé, à l'est par Brajar, au sud par Darthaca, à l'ouest par Ibra, et au nord par les cinq principautés Roknari (d'ouest en est : Jokona, Borasnen, Vardo, Tavaki et Jarn). Ses frontières sont très montagneuses, sauf à l'est, où elles le sont un peu moins.
Les Principautés Roknari sont l'extension sur le continent de l'archipel Roknari, situé plus au nord encore. Ibra partage au nord une frontière avec Jokona, au sud une frontière avec Darthaca. Sa frontière ouest donne sur l'océan. L'Ibra du sud (plutôt au sud-ouest, d'ailleurs) est politiquement légèrement distincte du reste de l'Ibra. Coincé entre Ibra et Darthaca se trouve Yiss, petit pays presque écrasé par ses grands voisins. L'est de Brajar donne également sur l'océan. 
L'ensemble Ibra, Principautés Roknari, Chalion et Brajar forme la péninsule ibrane, comme indiqué sur cette carte.

### Histoire
Depuis des décennies une guerre sporadique s'éternise entre Chalion et l'Archipel Roknari pour des questions religieuses. D'échecs cuisants en reculées réticentes, Chalion perd du terrain depuis des années.
Ibra a ses propres problèmes : au début du cycle, le Renard d'Ibra, Roya d'Ibra, est en guerre contre son fils aîné et héritier, retranché en Ibra du Sud.

### Religion
La religion ibrane repose sur cinq divinités, qui sont le Père, la Mère, le Fils, la Fille et le Bâtard, fils de la Mère et d'un seigneur démon. 
- Le Père Hiver est le patron de la justice et de l'ordre, protecteur des pères. Ses couleurs associées sont le noir et le gris, son organe associé correspond aux organes génitaux masculins.

- La Mère Été préside aux guérisons et à l'enfantement, elle veille sur les mères. On lui associe le vert et les organes génitaux féminins.

- Le Fils Automne est le dieu de la chasse et de la guerre, il a la charge des hommes encore célibataires. On lui associe le rouge et l'orange, son organe est le cœur.

- La Fille, ou Dame Printemps, est la déesse des arts et de l'éducation, elle protège les jeunes filles. Ses couleurs sont le bleu et blanc, son organe le cerveau.

Tous les dieux sont capables d'accorder des miracles correspondant à leur nature, à titre exceptionnels pour les croyants ordinaires, plus régulièrement pour leurs saints.
Mais le rôle du Bâtard est plus ambigu. 

#### Interprétation quintarienne
Selon la religion quintarienne, le Bâtard fut enfanté volontairement par la Mère et par un ex-démon repenti. C'est un dieu de plein droit, même s'il est souvent considéré comme mineur. Sa couleur est le blanc, son organe associé est la langue. Il est le dieu des évènements intempestifs, ce que l'on interprète souvent comme les désastres, et accueille ceux auxquels les plus hautes divinités n'accordent pas de place. Il est notamment le patron des homosexuels, des orphelins et des rejetés de toute sorte. Si le droit est le domaine du Père, le Bâtard peut se charger de la justice lorsque la Justice a échoué : il fait don du miracle de mort à ceux qui sont prêts à mourir pour voir un coupable puni. Il est supposé régner sur une armée de démons et, dans le cas du charme de mort, le démon emporte toujours deux âmes : celle du suppliant et celle du coupable pour lequel justice fut demandée. C'est un dieu d'équilibre auquel on associe aussi le pouce, le doigt qui en s'opposant aux quatre autres donne sa force et son utilité à la main. Étant données ses attributions, il est peu prié, sauf par les prudents ou les désespérés, mais personne ne prendrait le risque de l'offenser.

#### Interprétation quadraine
Selon la religion quadraine, le Bâtard fut imposé à la Mère par le démon, il est le fruit d'un viol et partage la nature démoniaque de son père, pas la nature divine de sa mère. Selon cette vision des choses, les quintariens sont des adorateurs du démon, c'est la principale source de la guerre d'escarmouches entre les Roknari et le reste de la péninsule. Pour cette raison, les attributions du Bâtard sont niées dans l'Archipel : l'homosexualité y est notamment interdite, et sévèrement réprimée. L'invocation de démons y est plus proscrite encore, et punie du bûcher.

## Inspirations
L'histoire d'Iselle de Chalion et de Bergon d'Ibra est librement inspirée de celle d'Isabelle de Castille et Ferdinand d'Aragon. On retrouve notamment dans certains titres et noms une influence espagnole.
Pour la Sylve qui sert de cadre à la Chasse sacrée, elle s'est inspirée de l'Allemagne médiévale, on retrouve par exemple un écho du massacre de 4000 saxons par Charlemagne.